# Kołowy Karbik
Kołowy Karbik (słow. Kolový zárez, Predná Kolová štrbina) – drobna przełęcz w dolnej części Kołowej Grani w słowackiej części Tatr Wysokich. Znajduje się w północnej grani najniższej z trzech Kołowych Turni – Małej Kołowej Turni – i oddziela jej wierzchołek od Kołowej Kazalnicy położonej na północnym zachodzie.
W północnej grani Małej Kołowej Turni znajduje się ponad Kołowym Karbikiem kilka uskoków. Sama przełęcz znajduje się kilka kroków od Kołowej Kazalnicy. Kołowa Grań, w której położona jest przełęcz, oddziela od siebie dwie odnogi Doliny Kołowej: Bździochową Kotlinę po stronie zachodniej i Bździochowe Korycisko po stronie wschodniej.
Na Kołowy Karbik, podobnie jak na inne obiekty w Kołowej Grani, nie prowadzą żadne znakowane szlaki turystyczne. Najdogodniejsza droga dla taterników wiedzie na siodło od północnego wschodu z Bździochowego Koryciska.
Pierwszego wejścia na Kołowy Karbik dokonali Alfréd Grósz i György Lingsch 26 sierpnia 1926 r.
Przełęcz bywa mylona ze Skrajną Kołową Ławką, oddzielającą Małą Kołową Turnię od Pośredniej Kołowej Turni.